# راسيل براي
راسيل براي (بالإنجليزية: Russ Bray)‏ هو حكم بريطاني، ولد في 22 يونيو 1957 في ثوروك في المملكة المتحدة.